# مقاطعة كلاتوفي
مقاطعة كلاتوفي (بالتشيكية: Okres Klatovy)‏ هي مقاطعة (أوكريس) في إقليم بلزن في جمهورية التشيك.
عاصمة هذه المقاطعة هي مدينة كلاتوفي.

## أعلام
- رودلف ماير

## اقرأ أيضاً
- مقاطعات جمهورية التشيك